# Miquel Garau Massanet
Miquel Garau Massanet. (Capdepera, Mallorca, 1892 -) va ser un enginyer tèxtil i pèrit industrial.
Nascut a Capdepera, a la seva joventut va viure a Vilanova i la Geltrú, on el seu pare hi va treballar de faroner. Va estudiar de pèrit industrial a l'Escola Industrial de Vilanova i la Geltrú. Als 23 anys passà a Palma, amb els seus pares. Va fer classes de matemàtiques i de física. Es va casar amb Antònia Arbona Colom, de Sóller. Va ser el pare de Climent Garau Arbona, apotecari i activista cultural i polític. Amb un grup d'amics va fundar l'acadèmia Ramon Llull, que fou l'embrió del Liceu Ripoll. Formà part del grup de persones que, a la primera meitat del segle xx, tractaren de posar en marxa a Mallorca un moviment cívic de redreçament cultural i polític. Fou un dels impulsors de la revista L'Ignorància. El dia 1 d'abril de 1923 va ser un dels fundadors de l'Associació per la Cultura de Mallorca. Va ocupar el càrrec de comptador en la primera Junta General presidida per Elvir Sans Rosselló. D'idees mallorquinistes i catalanistes, el juny de 1936 va signar la Resposta als Catalans.